# Team Shosholoza
Team Shosholoza è un team velico sudafricano partecipante alla 32esima America's Cup che si è svolta a Valencia. Il suo proprietario è il capitano Salvatore Sarno.
Shosholoza è il primo team a rappresentare l'Africa: infatti la sua bandiera è quella della Repubblica Sudafricana.
È la prima volta che un team africano prende parte alla America's Cup; i suoi risultati finora sono stati più che discreti se si pensa che esso è un team emergente.
Il capitano Salvatore Sarno è italiano, originario di Nocera Inferiore, in provincia di Salerno e la barca è per più della metà guidata da italiani.
Al contrario di quanto si possa pensare, lo scafo dell'imbarcazione è frutto di un accurato studio di ingegneri nautici di Napoli, e non è invece l'acquisto da un vecchio scafo di un altro team.
L'imbarcazione di Shosholoza ha vinto nel 2006 il premio per miglior dipinto della barca, il disegno rappresenta una strana onda multicolore ed è proprio ciò che un anziano saggio di un piccolo villaggio del Sudafrica ha mostrato al capitano italiano.
Il disegno, proprio grazie ai colori accesi e particolari, ha sconfitto le grafiche dei migliori designer ingaggiati dai potenti team quali Alinghi, team New Zealand oppure BMW Oracle Racing.

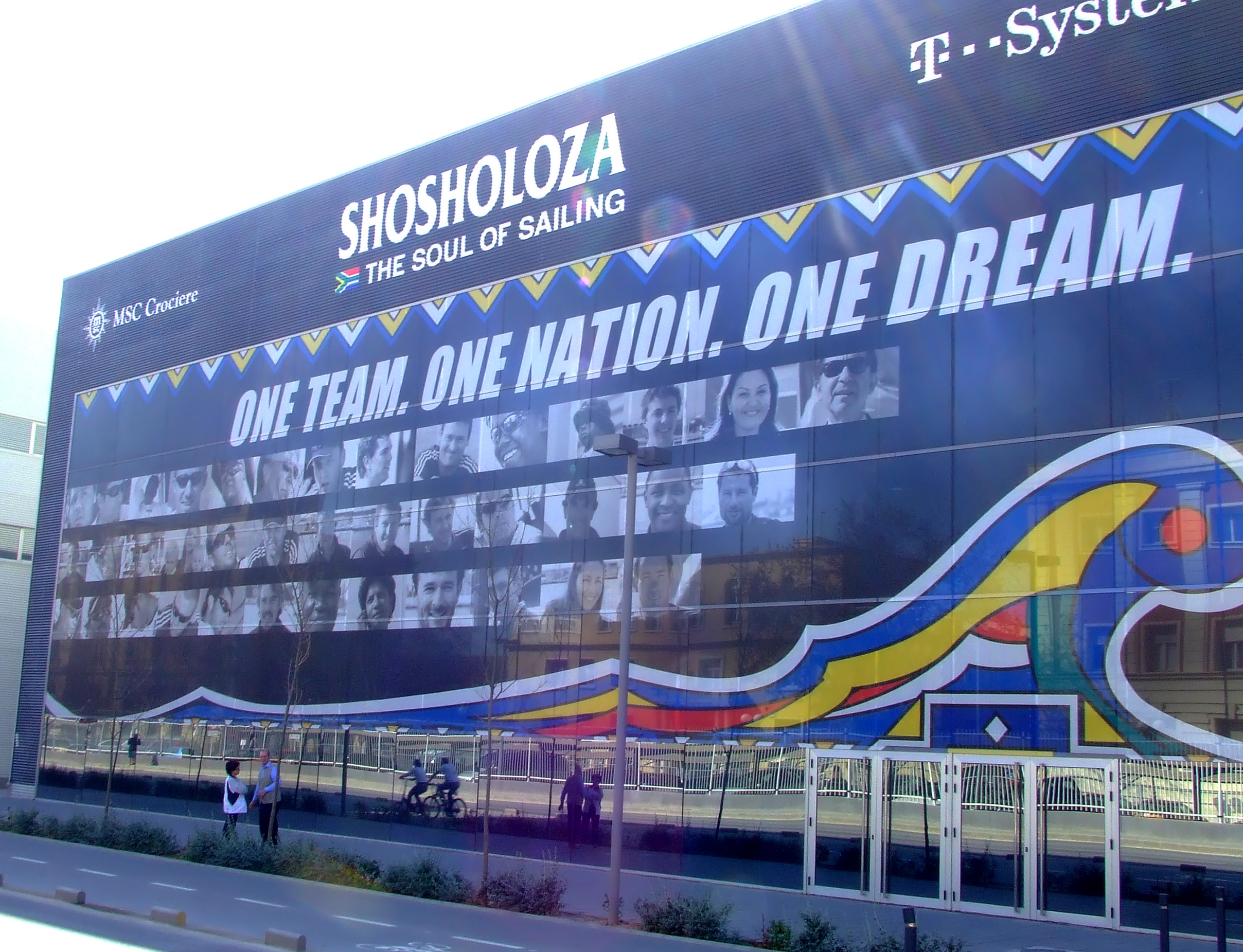
Base del Team Shosholoza a Valencia

Lo sponsor stesso dell'imbarcazione è della MSC Crociere, la grande linea italiana di crociere attraverso il Mediterraneo.

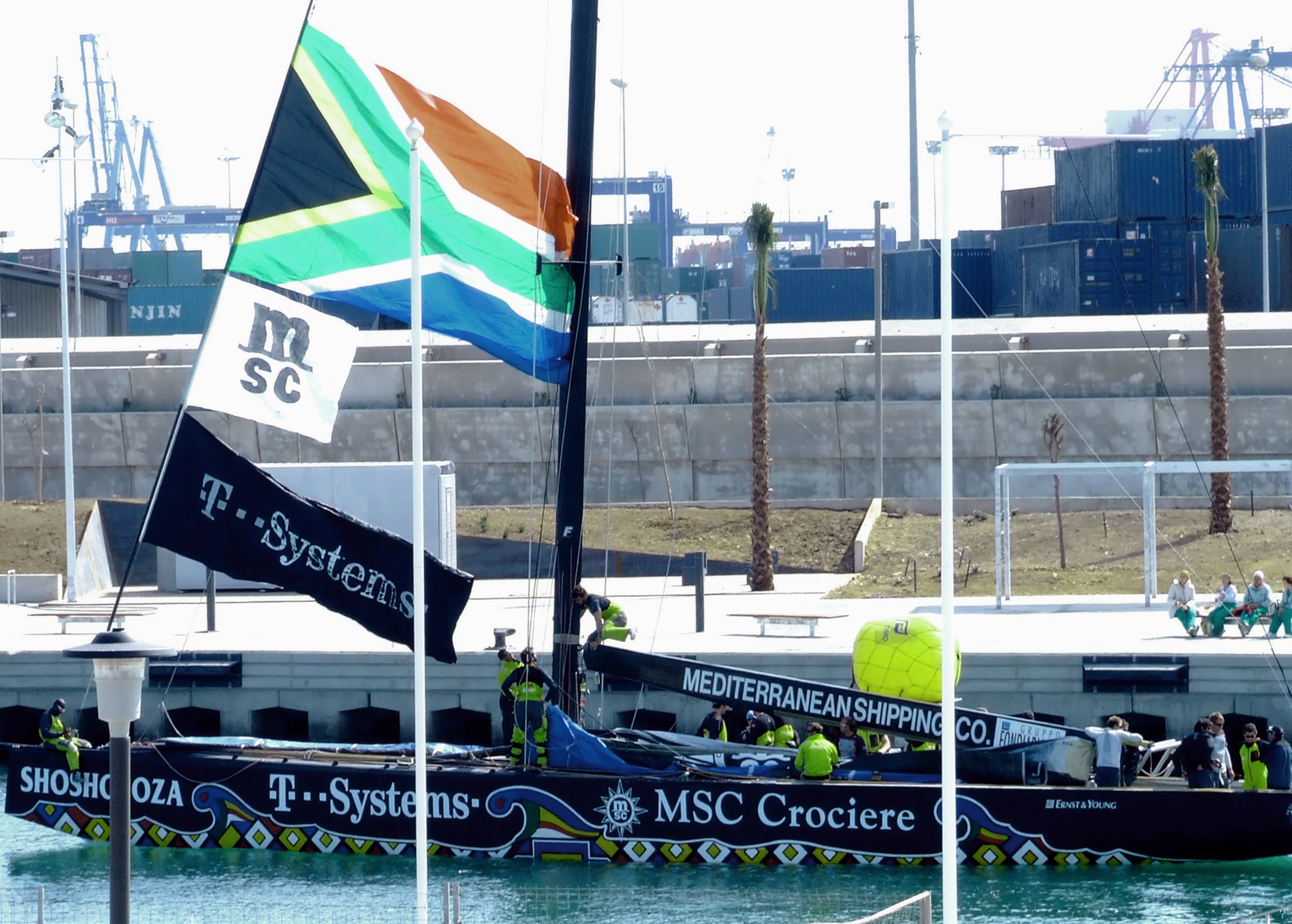
Shosholoza esce dal porto

Shosholoza ha avuto un fortunatissimo esordio, sconfiggendo nei match races dell'act 6, a Malmö, Emirates Team New Zealand e nella gara successiva pure Alinghi, il defender stesso. Per Alinghi si è trattato dell'unica sconfitta subita in tutti gli atti; molto probabilmente tale sconfitta è stata causata dal vento molto scarso durante la regata, una situazione molto sfavorevole per la barca svizzera.
Shosholoza ha partecipato all'ultimo e definitivo act (14º) della Louis Vuitton Cup a Valencia, qualificandosi settima alle spalle del secondo team italiano Mascalzone Latino.
Aveva lanciato anche la sfida alla 33esima America's Cup alla quale non potrà partecipare a causa della sfida su catamarani tra Alinghi e BMW Oracle Racing.

## Louis Vuitton cup
Il team sudafricano guidato dalla coppia italiana Chieffi - Cian 
si è classificato settimo alla fine del round robin 2 della Louis Vuitton cup.

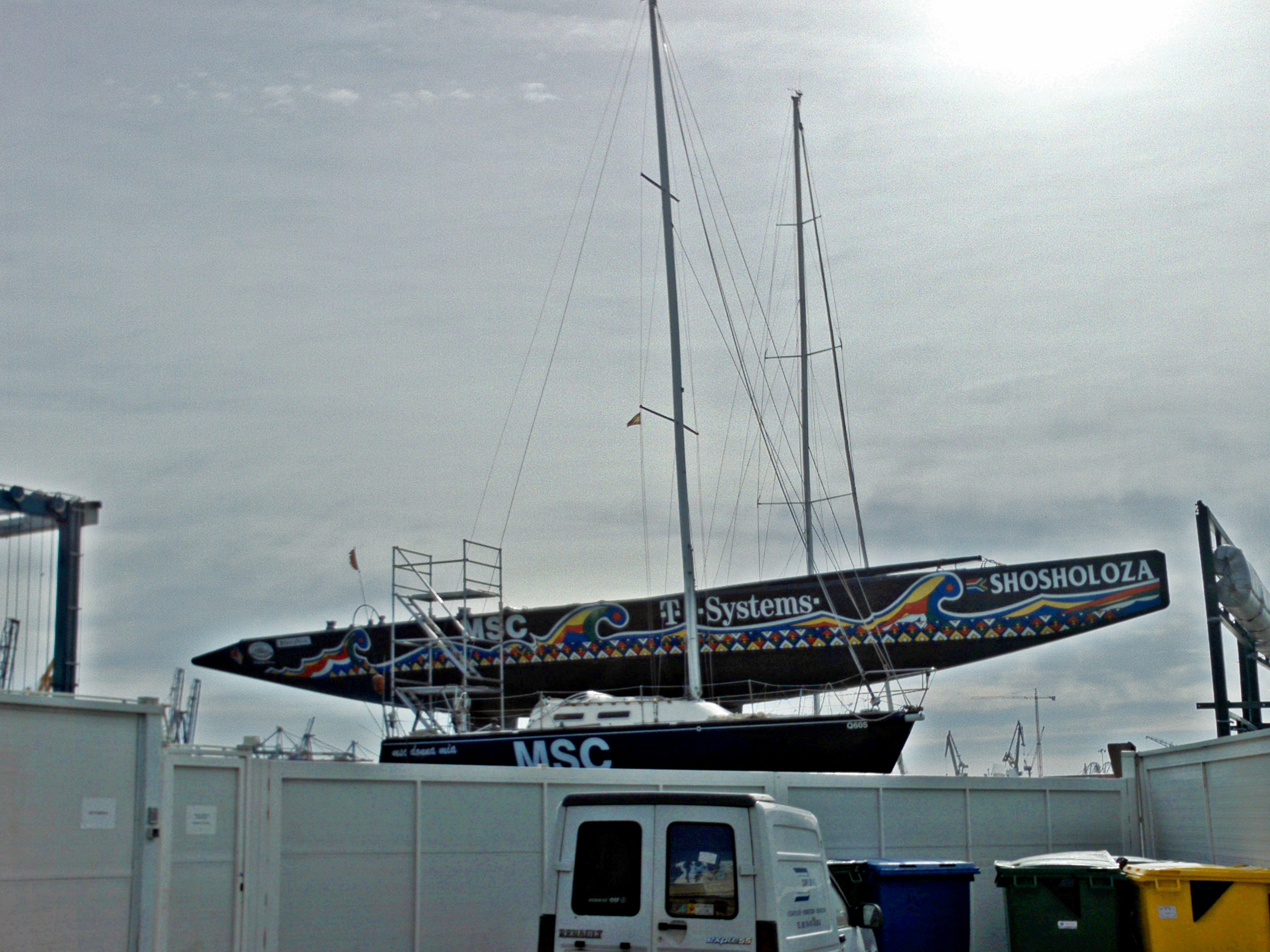

## Barcolana
In autunno del 2008 Shosholoza ha partecipato alla 40a Barcolana, classificandosi al terzo posto.